# Singer (symaskiner)

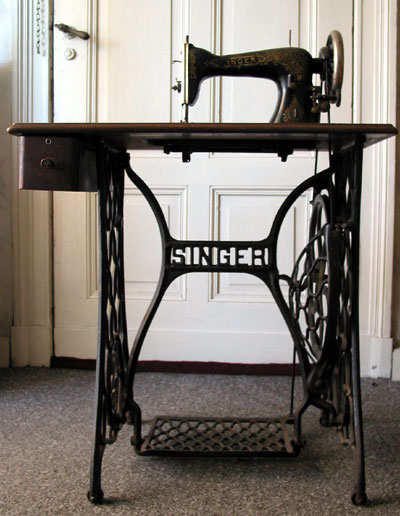
En symaskin från Singer av äldre modell.

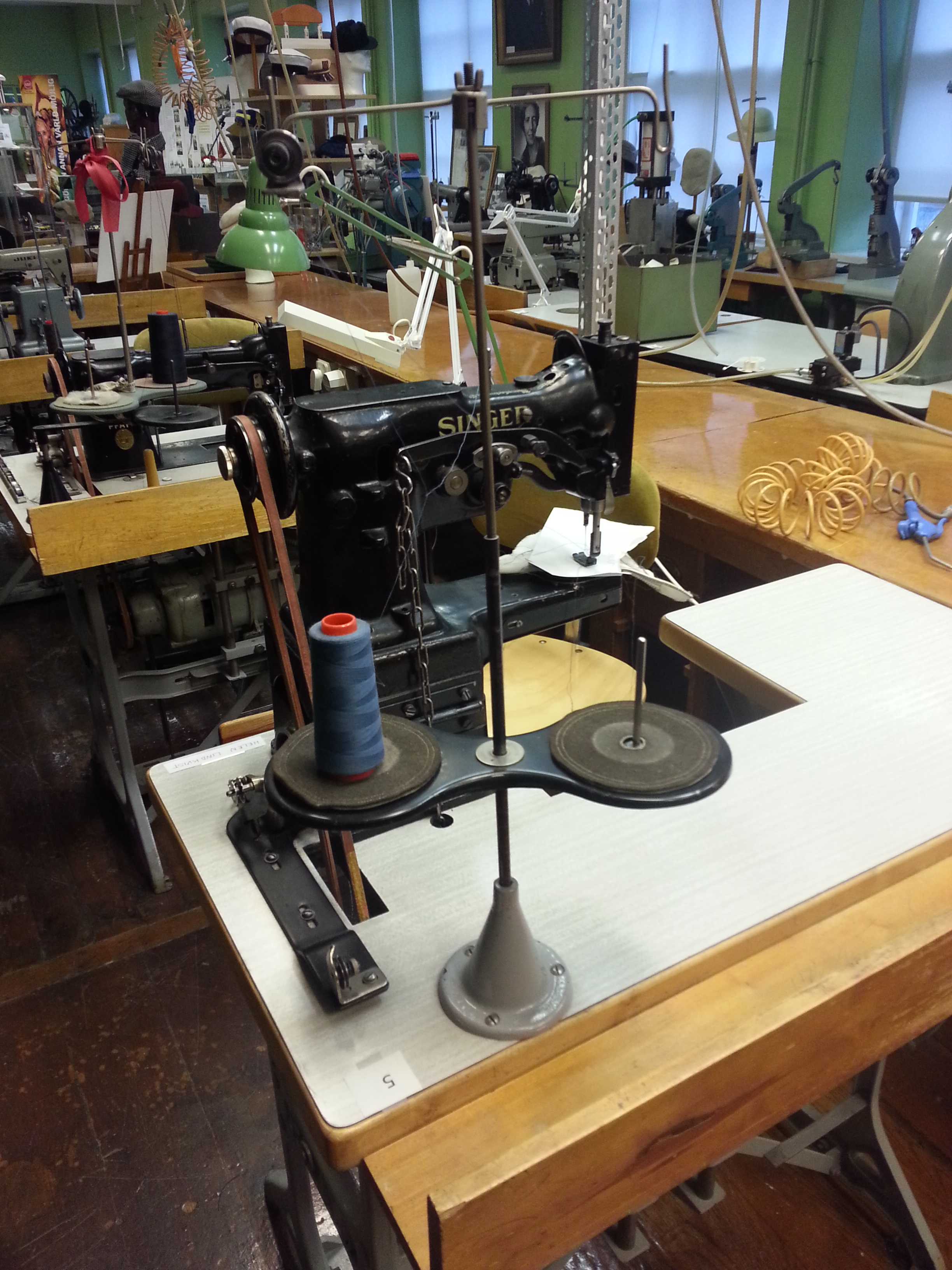
Symaskin på CTH fabriksmuseum i Carl Theodors hattfabrik i Borlänge.

The Singer Company är ett amerikanskt företag som tillverkar symaskiner, grundat 1851 av Isaac Merrit Singer. Företaget blev 1853 världens första industriella tillverkare av symaskiner för hemmabruk, och var också först med den elektriska symaskinen år 1889. Singer ingår sedan 2006 i koncernen SVP Worldwide (tillsammans med Husqvarna Viking och Pfaff), vilken i sin tur ägs av Kohlberg & Company.
SVP Worldwides nuvarande säte är i La Vergne utanför Nashville i Tennessee. Singers förra huvudkontor i Singer Building på Manhattan i New York var då det öppnade 1908 världens högsta hus.
Isaac Merritt Singer konstruerade sin symaskin 1850. Dess grundteknik var densamma som i dagens symaskiner, med över- och undertråd för stygn med raksöm. Nytt för Singers maskin var bland annat att den drevs med en fotpedal, till skillnad från tidigare modeller som drivits med en handvev. Singers symaskiner blev snabbt dominerande inom USA. Vid 1855 hade Singer-fabriken blivit världens största företag inom sömnad, och samma år blev de också världens första internationella företag då de lanserades i Paris. Singer kom att dominera symaskinsmarknaden över hela världen under 1800-talet, vilket gjorde märket Singer synonymt med ordet symaskin. Vid den här tidpunkten var symaskiner dyra, vilket ledde till att Singer 1856 införde världens första avbetalningssystem, med handpenning vid inköpet följt av delbetalningar i mindre rater.